# Brevipalpus shafii
Brevipalpus shafii är en spindeldjursart som beskrevs av Ahmad och Akbar 1984. Brevipalpus shafii ingår i släktet Brevipalpus och familjen Tenuipalpidae. Inga underarter finns listade.